# Chenequa, Wisconsin
Chenequa là một làng thuộc quận Waukesha, tiểu bang Wisconsin, Hoa Kỳ. Năm 2006, dân số của làng này là 583 người.